# Піньоне
Піньоне (італ. Pignone, ліг. Pignon) — муніципалітет в Італії, у регіоні Лігурія, провінція Спеція.
Піньоне розташоване на відстані близько 340 км на північний захід від Рима, 70 км на схід від Генуї, 12 км на північний захід від Спеції.

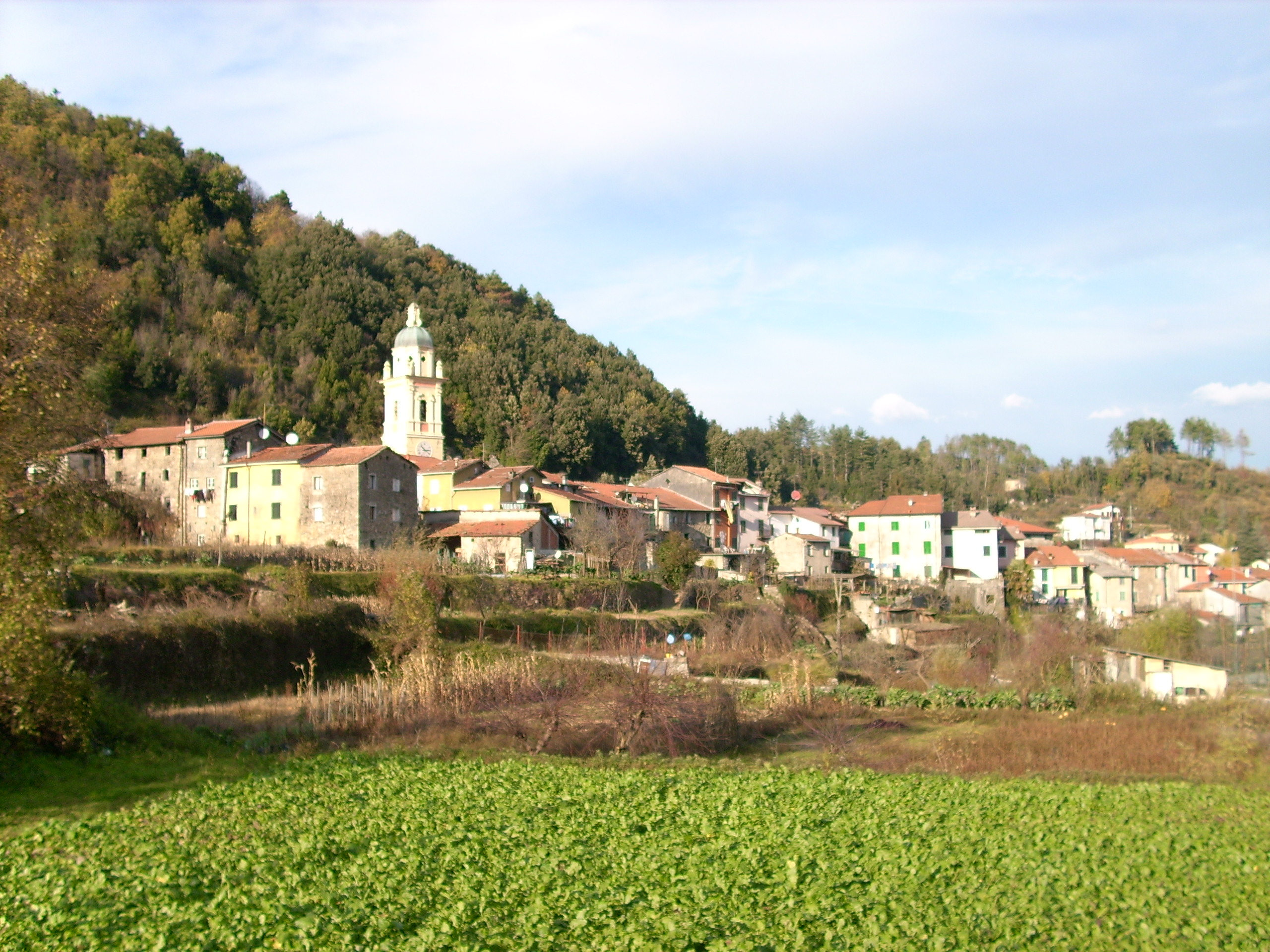

Населення — 584 особи (2014).

## Демографія
Населення за роками:

Станом на 1 січня 2023 року в муніципалітеті офіційно проживали 24 іноземці з 8 країн, серед них 6 громадян країн Євросоюзу.

## Сусідні муніципалітети
- Беверино
- Боргетто-ді-Вара
- Леванто
- Монтероссо-аль-Маре
- Вернацца